# Jean-Pierre Muret
Jean-Pierre Muret, né le 12 mai 1936 dans le 14e arrondissement de Paris et mort accidentellement à Cadenet le 22 février 2018,, est un historien - urbaniste français.

## Biographie
Enseignant à Paris IV Sorbonne, Jean-Pierre Muret a animé de nombreux séminaires de formation d'élus locaux, de cadres de la fonction publique territoriale et de citoyens.
Il était un spécialiste reconnu de la gestion locale et a créé en 1989 un cabinet-conseil dénommé "Gestions Locales". Il a écrit de nombreux guides pour les élus locaux, dont le guide "Comprendre la vie municipale", paru pour la sixième fois en février 2014. Il fut le président de l'association « Pour le Luberon »et le directeur de collection « Histoire et histoires du Luberon » aux Éditions Luberon
Il a été élu local et délégué général de la Fédération des Élus Écologistes.
Son accident survient alors qu'il circule sur la route départementale 943 — liaison secondaire reliant le Vaucluse aux Bouches-du-Rhône — à bord d'une Renault Twingo, avec deux adolescentes de treize ans. Vers 7h45, vers la commune de Cadenet, une collision frontale contre un minibus transportant des travailleurs européens se produit. Le conducteur est tué dans l'accident.

## Publications

### Droit, politique, essais
- L'Agriculture : le sol, le développement économique, les institutions, 1983
- Loisir : du mythe aux réalités, 1973, (avec Guy Coronio)
- Loisirs : guide pratique des équipements, 1976, (avec Guy Coronio)
- L'Économie et les emplois : un domaine d'action des élus locaux, 1983 (avec Claude Neuschwander, Hugues Sibille ; publié par le Centre d'information des élus locaux et Ten.)
- L'environnement menacé du Vaucluse : le livre blanc des points noirs, 1997
- Centre de recherche d'urbanisme (Paris). Rencontre (1976 ; Paris), Espaces extérieurs urbains, 1977
- Gérer les déchets dans les collectivités locales, Fédération des élus écologistes (France), 2002
- L'école et les collectivités locales : guide technique, juridique et réglementaire, 1992

#### Sur la commune
- Comprendre la vie municipale, 1991, 1993, 1995, 2000, 2008, 2014 (avec Dominique Muret et Pascal Nicolle)
- La commune, 1995
- La Commune : nouvelles compétences, gestion et démocratie locale, 1982
- L'Information : communiquer avec les citoyens dans la commune, (avec Pascal Josèphe), Paris, Syros (maison d'édition), 1983, 242 pages.
- Informer sur la vie municipale, 1989
- Les budgets communaux, 1995 (avec Jean-Marie Marin)
- Les Budgets municipaux : comment les lire ? Comment apprécier la gestion communale ? Quels choix budgétaires et fiscaux ?,  1989
- Les municipales, 1995
- Les Municipales : lois nouvelles, élections et organisation communale, 1982
- Préparons 2001 : connaître sa commune, Fédération des élus écologistes (France), 1998
- 2008 préparons les municipales, la campagne électorale, Fédération des Élu(e)s écologistes, 2007, 93 pages.
- L'urbanisme communal : les objectifs, les outils, les pratiques, les moyens des élus locaux, 1990
- L'urbanisme communal : les outils, les pratiques, les difficultés, 1995
- La Restauration municipale : scolaires, personnes âgées, personnel, 1989
- La Gestion des finances municipales : analyse financière, prospective, maîtrise des dépenses, gestion des ressources, 1989, (avec Jean-Marie Marin)
- L'école et la commune, 1993, (avec Jean Roucou et Albert Derrien)
- L'école et les collectivités locales : guide technique, juridique et réglementaire, 1992

#### Sur le Conseil général
- Connaître le conseil général pour mieux en rendre compte, 1992, 1993
- Le Conseil départemental : le conseil général : textes législatifs, démocratie, loi électorale, analyse financière, gestion, budget, actions départementales, animation..., 1988, 1992 (avec Bernard Bioulac)

#### Sur le Conseil régional
- Le Conseil régional : les nouveaux textes législatifs, la démocratie, la loi électorale l'analyse financière, le budget, les actions régionales, 1986, 1992
- Connaître le Conseil régional pour mieux en rendre compte, 1992, 1993

### Patrimoine

#### Essais historiques
- Claude de Seyssel, (1450?-1520), La doctrine des vaudois..., 1997
- Les immigrés et le Vaucluse, 1997
- La Ville comme paysage, 1980
- La Ville comme paysage. 1, De l'Antiquité au Moyen Âge, 1980

#### Monographies
- Ansouis et son château, 2005 (avec Élisabeth Sauze)
- Antiquités de la ville de Cavaillon : Puyricard d'Agar, XVIIIe siècle, 2000
- Beaumont-de-Pertuis, 2001
- Bonnieux : cité des papes en Luberon (avec René Bruni), 2004
- Cabrières-d'Aigues, 2008  Ouvrage sur Cabrières
- Cadenet e il Tamburino di Arcole : André Estienne, 1777-1837, 1997
- Cadenet et son Tambour d'Arcole : André Estienne, 1777-1837, 1997
- Cavaillon antique, 2000
- Le château de Lourmarin (avec Sauze, Élisabeth), 2006
- Cucuron : 2000 ans d'histoire (avec Sauze, Élisabeth), 1997,
- Grambois, 2001
- La Bastide-des-Jourdans, 2007
- La Motte-d'Aigues, 2001
- La Roque d'Anthéron : le village, Silvacane et le Festival international de piano, 2006
- Lauris : village provençal, 2004, (avec Sauze, Élisabeth)
- Lourmarin, son château, 1996
- Mérindol : 1504-2004, 500e anniversaire de la renaissance d'un village, 2004
- Mérindol et les Vaudois, 1997
- Peypin-d'Aigues, 2001
- Puget, 2008 (avec Sauze, Élisabeth)
- Puyvert et l'Aiguebrun, 1998 (avec Sauze, Élisabeth)
- Saint-Martin-de-la-Brasque, 2001
- Marsily, Joseph-Marie (auteur), Saint-Nicolas de Pertuis, 2005 (édition post-mortem)
- Sivergues : un village vaudois, 2004, (avec Bruni, René)
- Vaugines, son histoire, 1997, (avec Sauze, Élisabeth)
- Villelaure et ses châteaux (avec Sauze, Élisabeth et autres), 2009